# La Hérie
La Hérie település Franciaországban, Aisne megyében. Lakosainak száma 121 fő (2022. január 1.). La Hérie Buire, Éparcy, Landouzy-la-Ville és Origny-en-Thiérache községekkel határos.

## Népesség
A település népességének változása:
| Lakosok száma | 176  | 192  | 168  | 168  | 152  | 151  | 143  | 129  | 126  | 121  |
|               | 1968 | 1982 | 1990 | 2006 | 2013 | 2015 | 2017 | 2019 | 2020 | 2022 |